# Aéroport de Nouméa - La Tontouta
De Aéroport de Nouméa - La Tontouta (Engels: La Tontouta International Airport) (IATA: NOU, ICAO: NWWW) is de belangrijkste internationale luchthaven van het Franse overzeese gebied Nieuw-Caledonië. De luchthaven is gelegen op het hoofdeiland Grande Terre zo'n 50 km ten noordwesten van de hoofdstad Nouméa in Païta. De naam Tontouta verwijst naar een lokale rivier.
La Tontouta is de thuisluchthaven van Aircalin maar wordt ook aangevlogen door Air New Zealand, Air Vanuatu en Qantas. De luchthaven maakt onderdeel uit van het cargotransportnetwerk van DHL Aviation. In 2017 maakten 529.349 passagiers gebruik van het vliegveld en werd 4.277 ton vracht getransporteerd, dit alles met 3.844 vliegbewegingen. De laatste grote uitbreiding en vernieuwing van de luchthaventerminal dateert uit 2012. Lokale vluchten naar de omliggende eilanden gebeuren meestal vanuit de Aéroport de Nouméa Magenta, een luchthaven vlak bij Nouméa gelegen.